# چرم اشبالت

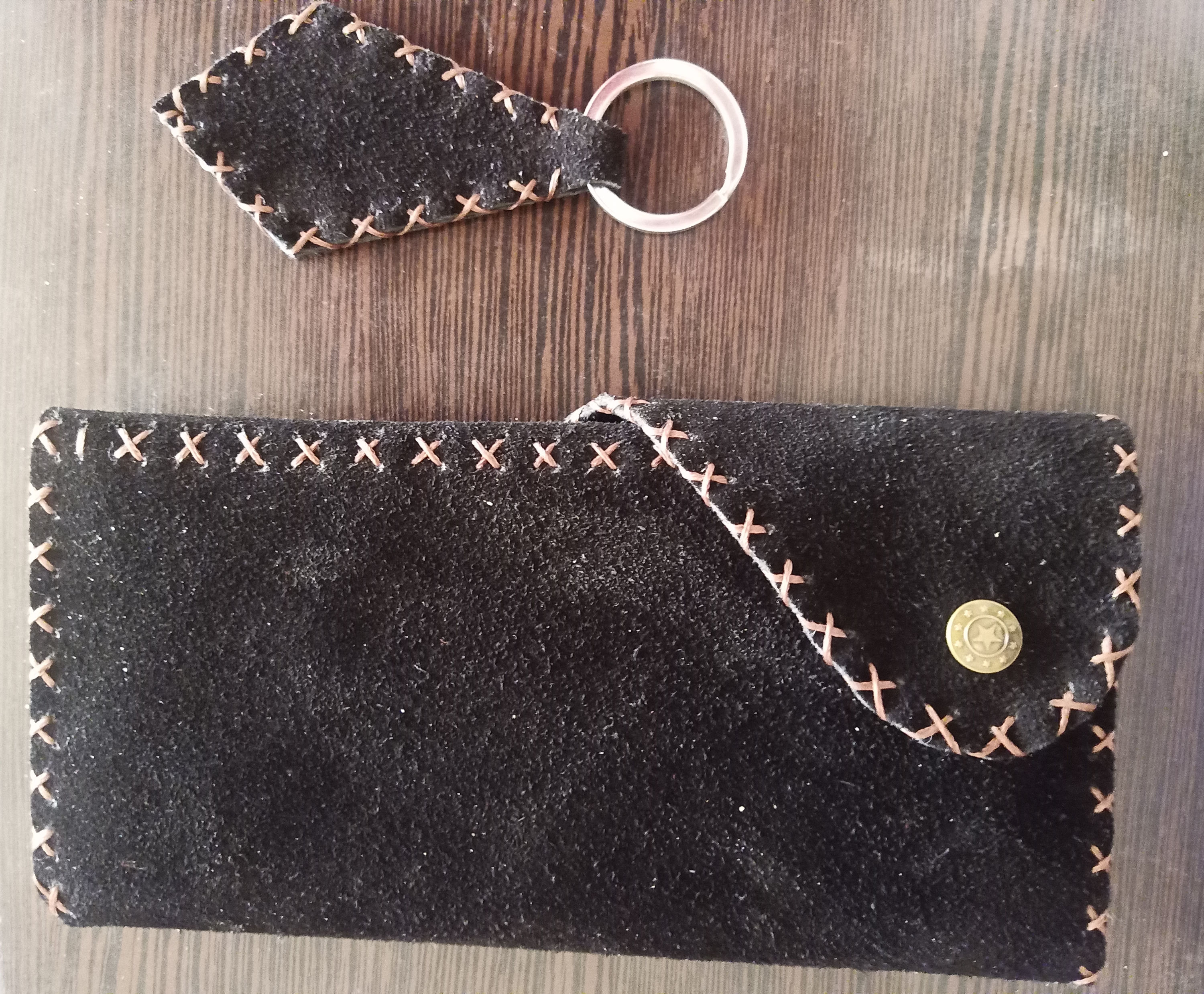
یک کیف و جاسوییچی چرم اشبالت صنایع دستی اصفهان

چرم اشبالت نوعی چرم است که معمولاً از چرم‌های ضخیمی مثل گاو و شتر بدست می‌آید. چرم ضخیم گاوی را لایه لایه کرده و از لایه زیرین آن اشبالت تهیه می‌کنند. از مهمترین نشانه‌های ظاهری چرم اشبالت گاوی سطح مخملی و پرزدار آن است که در شکل هم قابل مشاهده می‌باشد. قسمت روی چرم که محل رویش مو می‌باشد بهترین قسمت هر چرمی است که معمولاً چرمهای رویه و نبوک از این قسمت به دست می‌آیند.

#### ویژگی ظاهری
چرم گاوی اشبالت یکی از انواع چرم‌های گاوی می‌باشد که بسیار شبیه به جیر است اما نسبت به جیر پرزهای کوتاه تری دارد.